# Pandemia de COVID-19 en Chad
La pandemia de COVID-19 alcanzó Chad el 19 de marzo de 2020. Al día siguiente las autoridades decretaron una serie de medidas restrictivas a fin de contener la propagación de la enfermedad. Estas medidas incluyeron el cierre de todos los lugares de culto; la suspensión de la actividad educativa en todos los niveles; la prohibición de reuniones de más de 50 personas en espacios públicos y privados; el cierre de restaurantes, bares, casinos y otras salas de entretenimiento; además de la suspensión de actividades en todos los aeropuertos del país. El 28 de abril de 2020 se informaron las dos primeras muertes.
Hasta el 30 de julio de 2020 hay 936 casos confirmados, 75 muertes y 813 recuperaciones. La tasa de letalidad (fallecidos respecto a confirmados) es del 8,02%.